# گاوگندم (سرده)
گاوگندم (نام علمی: Melampyrum) نام یک سرده از تیره گل جالیزان است.